# Opopanax persicus
Opopanax persicus är en flockblommig växtart som beskrevs av Pierre Edmond Boissier och Theodor Heinrich von Heldreich. Opopanax persicus ingår i släktet Opopanax och familjen flockblommiga växter. Inga underarter finns listade i Catalogue of Life.